# اورتس ایر
اورتس ایر (به انگلیسی: Everts Air) یک شرکت هواپیمایی با کد یاتا 5V است که در تاریخ ۱۹۷۸ میلادی تأسیس شده است. دفتر مرکزی اورتس ایر در فربنکس، ایالات متحده آمریکا واقع شده‌است و قطب این شرکت هواپیمایی در فرودگاه بین‌المللی فیربنکس قرار دارد.